# Masrour Barzani
Pour les articles homonymes, voir Barzani.
Masrour Barzani (en kurde : مه‌سروور بارزانی) est un homme politique kurde irakien né en 1969 à Erbil. Il est le Premier ministre du gouvernement régional du Kurdistan depuis le 11 juin 2019, sous la présidence de son cousin, Netchirvan Barzani. Président du Conseil de sécurité du Kurdistan (en) de 2012 à 2019, il a notamment participé à la défense de la région kurde contre l'État islamique en Irak. 
Il est le fils de l'ancien président kurde, Massoud Barzani.

## Biographie

### Jeunesse, formation et militantisme
Masrour Barzani naît en 1969 à Erbil, capitale du Kurdistan irakien. Il est le fils de l'homme politique Massoud Barzani, futur président du gouvernement régional du Kurdistan (2005-2017), et cousin de Netchirvan Barzani, lui aussi futur président. 
En 1985, à l'âge de 16 ans, il rejoint les rangs des peshmergas, forces armées du Kurdistan irakien, pour combattre le régime de Saddam Hussein. Il part ensuite étudier en Iran, où il décroche son diplôme de fin d'études secondaires, puis retourne au Kurdistan en 1991 pour participer à l'insurrection irakienne. Il étudie ensuite pendant un an au Royaume-Uni, puis aux États-Unis, où il obtient une licence en études internationales de l'American University,. 
De retour au Kurdistan irakien en 1998, il est élu membre du comité central du Parti démocratique du Kurdistan (PDK) lors du 12e congrès du parti (réélu en 2010). La même année, il est nommé directeur général de l'Agence de protection et de renseignement du Kurdistan.  
En 2012, son père Massoud Barzani, alors président du gouvernement régional du Kurdistan, le nomme à la tête du Conseil de sécurité du Kurdistan (en), organisation qui joue par la suite un rôle important dans la lutte contre l'État islamique en Irak entre 2014 et 2017,,. Cette position lui assure une importante influence politique.

### Premier ministre

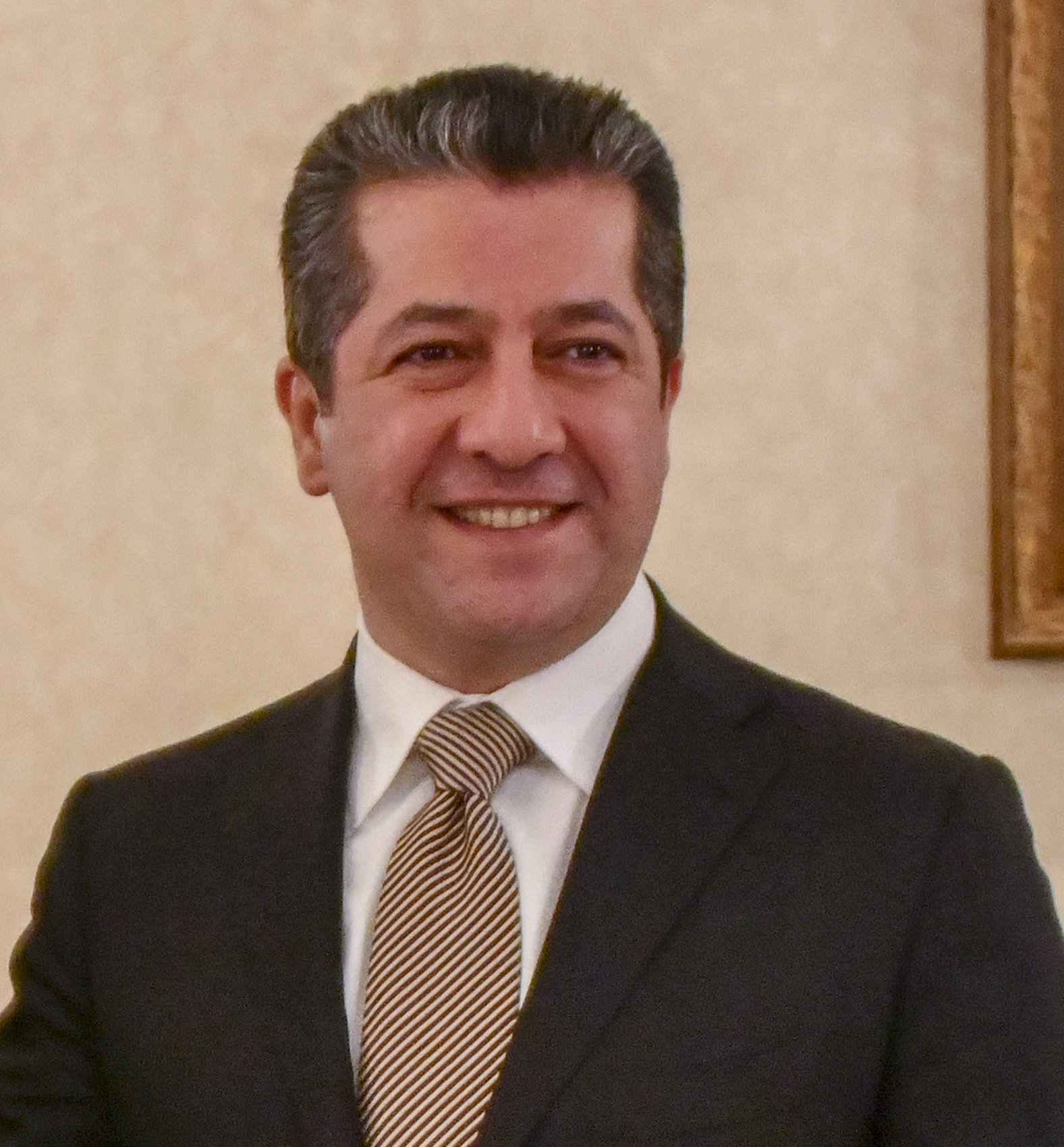
Masrour Barzani en 2019

Connu pour ses positions conservatrices et nationalistes, ainsi que pour sa rivalité avec son cousin, Netchirvan Barzani,, Masrour Barzani est élu Premier ministre du 9e gouvernement régional du Kurdistan par le Parlement le 11 juin 2019, au lendemain de la prise de fonction de Netchirvan Barzani en tant que Président du Kurdistan irakien. Ce dernier le charge alors de former un nouveau gouvernement. Un mois plus tard, après de longues négociations avec l'Union patriotique du Kurdistan (UPK), Masrour Barzani annonce le 10 juillet 2019 la composition de son gouvernement, qui obtient le vote de confiance du Parlement,,. À l'occasion de son discours devant les députés, il évoque la dette de 4 milliards de dollars du Kurdistan irakien comme étant l'un des principaux défis que doit relever son gouvernement.